# Issa de Guenderguenoï
Issa de Guenderguenoï, ou Issa al Guendarguen, ou Issa Gendarguenoïevski (tchétchène : Гендаргенойн Iиса, russe : Иса Гендергеноевский), né en 1795 à Guendargana (ru) en Tchétchénie et mort en 1845 à Ourous-Martan est un chef politique et militaire tchétchène de la première moitié du XIXe siècle. Il a été compagnon d'armes de Chamil et naib de Petite Tchétchénie et de Grande Tchétchénie,.